# Nul komma snart
"Nul Komma Snart" er temasangen fra MGP 2012 som er skrevet af Lasse Kramhøft (Pillefinger). Den blev sunget af alle MGP finalisterne fra MGP 2012.

## Eksterne kilder og henvisninger
- Om sangen Arkiveret 25. januar 2012 hos  Wayback Machine på dr.dk/Ramasjang

| Musik | Spire Denne musikartikel er en spire som bør udbygges. Du er velkommen til at hjælpe Wikipedia ved at udvide den. |